# Mirounga
Gli elefanti marini, chiamati anche foche elefanti, sono dei mammiferi carnivori appartenenti al genere Mirounga. Questo genere viene incluso, assieme alle foche in senso stretto, nella famiglia dei Focidi, distinguendosi dalle altre due famiglie di pinnipedi: Otariidae ed Odobenidae.
 
Il genere Mirounga comprende due specie: 
- Mirounga angustirostris, elefante marino del nord
- Mirounga leonina, elefante marino del sud

L'origine degli elefanti marini è oscura. Alcuni autori sostengono che il genere si sia originato nell'Antartico, e successivamente l'attuale M.leonina abbia colonizzato l'emisfero nord, in seguito ad un cambiamento delle rotte ancestrali lungo le coste occidentali dell'America del Sud, nel periodo della glaciazione del Pleistocene. Quando ci fu il nuovo riscaldamento dell'acqua del mare, il gruppo di elefanti marini che si trovava nella regione della California del Nord rimase isolato rispetto alla principale popolazione del sud ed è quello attualmente conosciuto come M.angustirostris, l'elefante marino del nord.
È appurato invece che il nome del genere ha origine nel sud: Mirounga proviene da miouroung, un antico nome che usavano gli aborigeni australiani per indicare l'elefante marino.
In generale, il nome "elefante marino" deriva dalla grande taglia corporea (la più grande tra tutti i pinnipedi) e dalla proboscide dei maschi adulti. Un maschio adulto di elefante marino può raggiungere una lunghezza di 4,0-5,8 metri ed un peso superiore alle 3,5 tonnellate ed è circa 8 volte più pesante di una femmina adulta.  Una femmina adulta, infatti, arriva a 2,4-3,3 metri di lunghezza ed il suo peso è variabile dai 300 ai 900 kg.

## Differenze tra le due specie

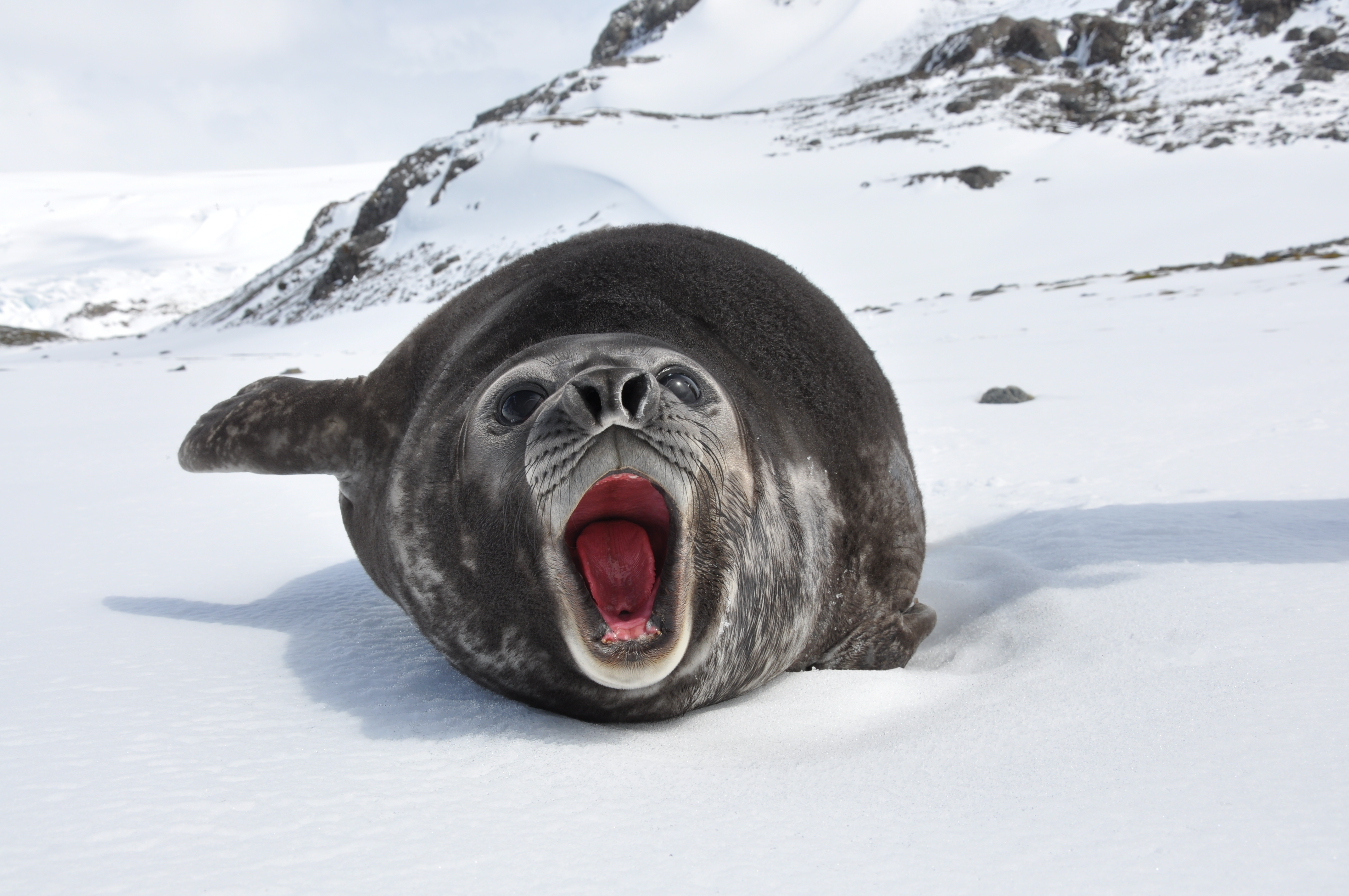
Un giovane esemplare di Mirounga

Le due specie del genere Mirounga abitano parti differenti del mondo, vivono in emisferi opposti e in zone climatiche diverse, ma appaiono simili per molti aspetti: comportamento sia in mare sia a terra, comportamenti riproduttivi, modalità d'immersione per il foraggiamento e per gli spostamenti. Differiscono per la dimensione corporea dei maschi (quelli della specie del sud sono più lunghi e più pesanti rispetto a quelli della specie del nord) e per alcuni caratteri sessuali secondari maschili (la proboscide nella specie del nord è più grande).
Le differenze principali consistono in alcuni componenti delle strategie riproduttive, in particolare il periodo di riproduzione (che ha il suo picco a gennaio per la specie del nord e ad ottobre per quella del sud), la durata dell'allattamento e il periodo post-svezzamento.
La durata dell'allattamento è maggiore nella specie del nord (24-28 giorni) rispetto a quella del sud (22-23 giorni) e questo probabilmente implica un peso medio allo svezzamento maggiore per la specie del nord (131 kg contro 121 kg).
La durata del periodo di digiuno postsvezzamento nella specie del sud si aggira intorno ad un valore medio di 37 giorni, mentre nella specie del nord tale periodo è funzione della data di svezzamento nell'arco della stagione ma solitamente si aggira intorno ai 3 mesi.
Solitamente i maschi rimangono a terra digiunando per un periodo di 3 mesi, mentre le femmine circa 4 o 5 settimane.
Durante la riproduzione, il maschio può arrivare a perdere fino a un terzo del suo peso.